# Васильевский замок
Васильевский замок (известен также как Щербатовский замок) — замок в Васильевском сельском поселении (ныне село именуется посёлком санатория имени Герцена), расположенном в Одинцовском городском округе Московской области. Получил название по расположению в имении Васильевском (в правобережной части).

## Описание
Замок был построен в 1881 году архитектором Петром Самойловичем Бойцовым по заказу князя Александра Щербатова в правобережной части имения. Князь был воодушевлен видами английских колоний, например в Индии, и проект усадьбы был выполнен в стиле викторианской Англии. Замок состоял из главного здания и бокового крыла, связанными между собой башней-донжоном. 
Вокруг был разбит сад, который князь и его супруга засадили экзотическими растениями, привезенными из путешествий. В замке был построен зверинец с редкими животными, имелись оранжереи с экзотическими восточными растениями и псарня. В парке были поселены ручные косули и серны. 

## История
Князь Щербатов скончался до революции, княгиня эмигрировала во Францию в 1918 году. Обстановка покинутого замка была разграблена жителями соседних деревень.
В 1919 году в брошенном здании было начато обустройство санатория для лечения подмосковных рабочих. После приезда В. Ленина в бывшую усадьбу Герцена и Щербатова, в замке организовали санаторий не для рабочих, а для работников Кремля.
Вокруг санатория построили деревянные дома, которые и образовали посёлок санатория имени Герцена. В то время к западу, в полукилометре от замка, у реки ещё оставалась деревенька из нескольких дворов под названием Марьина. К северу от замка, до наших дней сохранилась деревня Агафоново. В годы ВОВ линия фронта проходила по реке, в замке располагался госпиталь для раненых. Здание пострадало.
После войны реставрацию замка проводил инженер-архитектор С. Виденеев. Восстановлена отделка бывшей княжеской столовой, заменён пришедший в негодность за годы войны паркет. Отсутствующие детали над камином в гостиной были восполнены выжиганием по дереву. Для осушения стен вокруг здания инженер Виденеев спроектировал дренажную систему, включавшую ров, сливные лотки и водоотводные трубы.
С послевоенных лет до 1960-х годов здесь был правительственный туберкулёзный санаторий. 
В 1955 году в замке был построен корпус № 2 — помещение для детского лечения. 
В середине 1960-годов в замке прошёл ремонт и полная замена мебели. По заданию главного врача А. Глушко, все стены были покрыты свежими слоями краски, а деревянная отделка. двери и паркет — новым лаком.
В 1966 году в замке был построен корпус № 2 (ныне Загородная больница). 
В середине 1990-х годов началась замена кровли. Работы затянулись на зиму. на 3 этаже начала осыпаться промокшая штукатурка. 
В конце 1990-х и начале 2000-х на 1 этаже замка действовал ресторан. 
В 2008 году было отключено отопление и пожарное водоснабжение. Здание было заброшено, однако около него была поставлена охрана. 
В 2010 году начата реконструкция. 
В 2014 году здание введено в эксплуатацию как корпус санатория имени Герцена.